# Thure Ahlqvist
Thure Ahlqvist (* 20. April 1907 in Borås; † 20. März 1983 ebenda) war ein schwedischer Boxer. Er gewann bei den Olympischen Spielen 1932 in Los Angeles eine Silbermedaille im Leichtgewicht.

## Werdegang
Thure Ahlqvist begann als Jugendlicher in seiner Heimatstadt Borås mit dem Boxen. Er kämpfte in der Normalauslage (Linksausleger) und gehörte dem Boxklub IK Ymer Borås an. 1927 nahm er im Leichtgewicht erstmals an der schwedischen Meisterschaft der Amateurboxer teil. Bei dieser Meisterschaft verlor er im Halbfinale gegen John Pihl von Djurgårdens IF und belegte damit den 3. Platz. Bis 1935 startete er noch sechsmal bei den schwedischen Meisterschaften. Es gelang ihm jedoch nicht auch nur einmal schwedischer Meister zu werden. 1929, 1934 und 1935 erreichte er den Endkampf, den er aber jeweils verlor.
1932 startete er für Schweden bei den Olympischen Spielen in Los Angeles. Im Leichtgewicht besiegte er dabei Gaston Mayor aus Frankreich und Nathan Bor aus den Vereinigten Staaten. Damit stand er im Endkampf Lawrence Stevens aus Südafrika gegenüber. Diesen Kampf verlor er nach Punkten und gewann damit die Silbermedaille. Das war der größte Erfolg in seiner Boxerlaufbahn. Bei weiteren internationalen Meisterschaften war er nicht am Start.
Insgesamt bestritt Thure Ahlqvist in seiner Laufbahn als Amateurboxer 169 Kämpfe, von denen er 141 gewann. 28 Kämpfe verlor er.
Am 17. April 1936 bestritt er seinen einzigen Profikampf, den er verlor.

### Internationale Erfolge
| Jahr | Platz  | Wettbewerb        | Gewichtsklasse | Ergebnisse |
| 1932 | Silber | OS in Los Angeles | Leicht         | nach Punktsiegen über Gaston Mayor, Frankreich und Nathan Bor, USA und Punktniederlage gegen Lawrence Stevens, Südafrika |

### Schwedische Meisterschaften
| Jahr | Platz | Gewichtsklasse | Ergebnisse                                                          |
| 1927 | 3.    | Leicht         | Niederlage im Halbfinale gegen John Pihl, Djurgårdens IF            |
| 1929 | 2.    | Leicht         | Niederlage im Finale gegen Gerhard Pettersson, BK 28                |
| 1930 | 3.    | Leicht         | Niederlage im Halbfinale gegen Bertil Nilsson, Sundsvalls BK        |
| 1931 | 5.    | Leicht         | Niederlage im Viertelfinale gegen Lars Mellström, Hammarby IF       |
| 1933 | 3.    | Leicht         | Niederlage im Halbfinale gegen Bertil Nilsson, Sundsvalls BK        |
| 1934 | 2.    | Leicht         | Niederlage im Finale gegen Allan Carlsson, BK Kelly                 |
| 1935 | 2.    | Leicht         | Niederlage im Finale gegen Oscar Pettersson, Flottans IF Karlskrona |

### Länderkämpfe
| Jahr | Ort         | Begegnung               | Gewichtsklasse | Ergebnis                                                                |
| 1929 | Kopenhagen  | Dänemark gegen Schweden | Leicht         | Punktniederlage gegen Börje Anderson                                    |
| 1930 | Oslo        | Norwegen gegen Schweden | Leicht         | Punktsieg über Ingvald Bjerke                                           |
| 1930 | Stockholm   | Schweden gegen Finnland | Leicht         | Punktniederlage gegen Oiva Johtonen                                     |
| 1932 | Helsingfors | Finnland gegen Schweden | Leicht         | Techn. K.O.-Niederlage (Verletzung) in der 1. Runde gegen Kaarlo Väkevä |
| 1934 | Helsingfors | Finnland gegen Schweden | Leicht         | Punktsieg über Oiva Johtonen                                            |
| 1935 | Kopenhagen  | Dänemark gegen Schweden | Leicht         | Punktniederlage gegen Gerhard Petersen                                  |

Erläuterungen
- OS = Olympische Spiele
- Leichtgewicht, Gewichtsklasse bis 61 kg Körpergewicht